# Godfried van den Heuvel

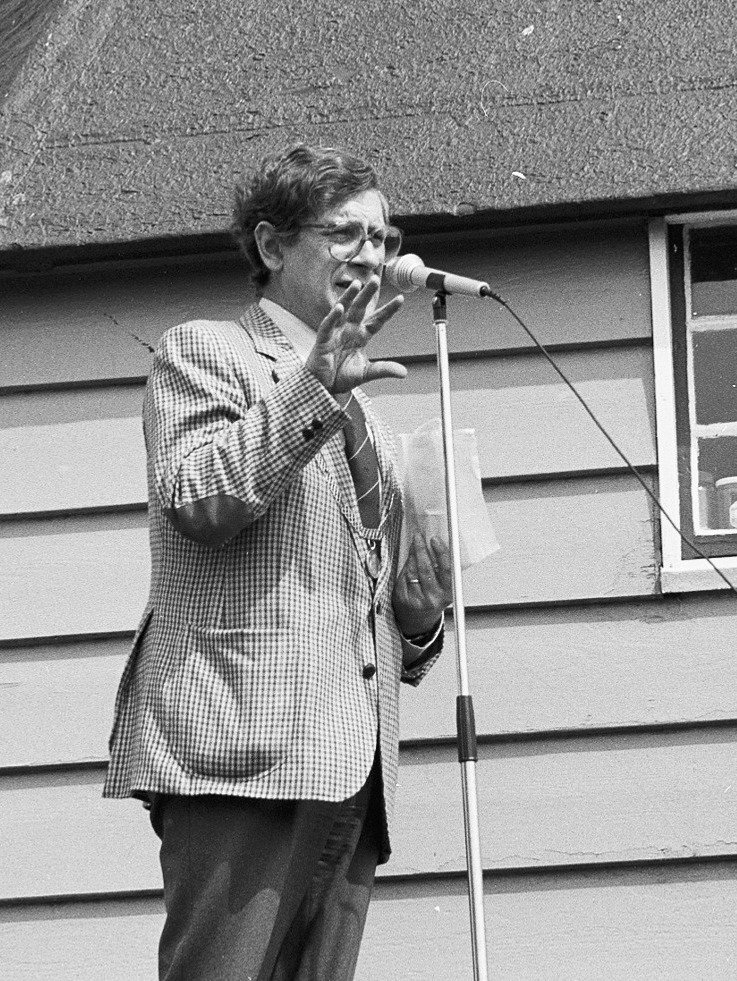
Burgemeester G.C.G. van den Heuvel (1986)

Godefridus Cornelis Gerardus (Godfried) van den Heuvel (Den Bosch, 23 september 1937 – Amsterdam, 22 november 2008) was een Nederlands politicus van de KVP en later het CDA.
Na het gymnasium studeerde hij sociale en politieke wetenschappen aan de Universiteit van Leuven. Daarna ging hij in Gelderland werken als adjunct-verkeersinspecteur. Rond 1965 maakte Van den Heuvel de overstap naar het directoraat-generaal voor het midden- en kleinbedrijf van het Ministerie van Economische Zaken en twee jaar later ging hij als econoom werken bij de dienst der havens en handelsinrichtingen van de gemeente Amsterdam (Gemeentelijk Havenbedrijf Amsterdam).
In juli 1970 volgde zijn benoeming tot burgemeester van Lith en in juni 1978 werd Van den Heuvel de burgemeester van Borsele. In november 1989 keerde hij terug naar het Gemeentelijk Havenbedrijf Amsterdam maar nu als algemeen directeur. Eind 1999 werd bekend dat hij in september 2000 zijn functie als algemeen directeur zou beëindigen maar dat hij tot zijn pensionering in september 2002 als algemeen adviseur verbonden zou blijven aan het Gemeentelijk Havenbedrijf. Van juni 2001 tot februari 2002 was Van den Heuvel nog waarnemend burgemeester van Schagen. Hij overleed eind 2008 op 71-jarige leeftijd.